# Cantone di La Chartre-sur-le-Loir
Il Cantone di La Chartre-sur-le-Loir era una divisione amministrativa dell'arrondissement di La Flèche.
È stato soppresso a seguito della riforma complessiva dei cantoni del 2014, che è entrata in vigore con le elezioni dipartimentali del 2015.
Comprendeva i comuni di:
- Beaumont-sur-Dême
- Chahaignes
- La Chapelle-Gaugain
- La Chartre-sur-le-Loir
- Lavenay
- Lhomme
- Marçon
- Poncé-sur-le-Loir
- Ruillé-sur-Loir